# Lil Wayne
Dwayne Michael Carter, Jr., mer känd under sitt artistnamn Lil Wayne, född 27 september 1982 i New Orleans i Louisiana, är en amerikansk rappare.
Vid nio års ålder blev han medlem i Cash Money Records som skivbolagets yngsta medlem och en av två medlemmar i duon The B.G.'z med B.G. År 1997 gick Lil Wayne med i gruppen Hot Boys, som redan innehöll rapparna Juvenile, B.G. och Young Turk. Hot Boys debuterade med Get It How U Live! samma år. Lil Wayne fick stor framgång med gruppens storsäljande album Guerrilla Warfare, som släpptes 1999. Samma år släppte Lil Wayne sitt debutalbum Tha Block Is Hot, som sålde över en miljon exemplar i USA.
Hans två följande album, Lights Out (2000) och 500 Degreez (2002), nådde guldstatus. Med det påföljande albumet Tha Carter, som innehöll singeln Go D.J. (2004) nådde Lil Wayne än större framgångar. Wayne medverkade även på Destiny's Childs singel Soldier samma år, som bland annat var topp tio på Billboard Hot 100. År 2005 släpptes uppföljaren till Tha Carter, Tha Carter II. Under 2006 och 2007 släppte Lil Wayne ett flertal mixtapes och medverkade på flera populära rap- och R&B-singlar. Hans mest framgångsrika album, Tha Carter III, släpptes 2008 och sålde över en miljon exemplar under   första veckan. Den innehöll singeln och listettan Lollipop med Static Major. Den innehöll även singlarna A Milli och Got Money med T-Pain som vann Grammy Award för bästa rap-album.
Den 2 februari 2010 släppte Lil Wayne sitt första rockalbum, Rebirth, som möttes av mestadels negativa recensioner från kritiker. Albumet sålde emellertid guld i mars 2010 samt platina i september 2020.
I mars 2010 började Lil Wayne avtjäna ett åtta månader långt fängelsestraff i New York efter att han blivit dömd för olaga vapeninnehav i och med en incident i juli 2007. I fängelset släppte han ännu ett album, med titeln I Am Not a Human Being, i september 2010 med artister som Drake, Nicki Minaj och Lil Twist. Hans nionde och första studioalbum sedan han släppts från fängelset, Tha Carter IV, släpptes den 29 augusti 2011. Albumet innehåller låtarna 6 Foot 7 Foot, How to Love och She Will med Drake och sålde 964 000 exemplar i USA första veckan.

## Tidigt liv
Lil Wayne föddes som Dwayne (senare Wayne) Michael Carter Jr. och växte upp i Hollygrove, ett område i New Orleans. Hans mor var 19 år gammal när han föddes och två år senare skilde föräldrarna sig och pappan övergav familjen.
Wayne skrev sin första raplåt vid åtta års ålder. Under sommaren 1991 träffade han Bryan Williams, rappare och ägare av Cash Money Records. Wayne spelade in freestyle-rap på Williams telefonsvarare, vilket fick honom att ta den unge Wayne under sina vingar och inkludera honom i Cash Money-distribuerade låtar. Han spelade även in sitt första samarbetsalbum True Story med rapparen B.G. Vid tidpunkten var Wayne 11 år och B.G. var 14 år, och de fick namnet "The B.G.'z". När Wayne var 12 år spelade han Tin Man i en dramaklassversion av The Wiz.
Vid 12 års ålder försökte han att begå självmord genom att skjuta sig i bröstet med ett 9 mm handeldvapen som lämnats kvar hemma hos honom av en besökare kvällen innan. Skottet missade alla vitala organ och Wayne ringde själv till larmcentralen. I flera decennier ljög han om att händelsen hade skett av misstag.
Wayne var en toppelev vid McMain Magnet School, men hoppade av skolan vid 14 års ålder för att satsa på en karriär inom musiken.
Lil Wayne är mentor till artister som Drake och Nicki Minaj genom sin musikgrupp Young Money.

## Karriär

### 1997–1999: Hot Boys
År 1997 gick Lil Wayne med i Hot Boys tillsammans med rapparna Juvenile, B.G. och Turk. Han var då 15 år gammal och gruppens yngste medlem. Debutalbumet Get It How U Live! släpptes samma år och följdes 1999 upp med Guerrilla Warfare som var gruppens första album på ett stort skivbolag. Guerrilla Warfare nådde förstaplatsen på Billboards Top R&B/Hip-Hop Albums Chart och plats fem på Billboard 200. Under sin karriär hade Hot Boys två låtar som lyckades ta sig in på topplistorna, We on Fire från Get It How U Live! och I Need a Hot Girl från Guerrilla Warfare. Wayne var även med på Juveniles singel Back That Azz Up som nådde förstaplatsen på Billboard Hot 100 samt plats fem på Hot R&B/Hip-Hop Singles & Tracks.
År 2003, flera år efter att gruppen splittrats, släpptes samlingsalbumet Let' Em Burn med tidigare osläppta låtar som var inspelade under 1999 och 2000. Det nådde plats tre på Billboards Top R&B/Hip-Hop Albums och fjortonde plats på Billboard 200.
Lil Wayne släppte sitt första soloalbum Tha Block Is Hot år 1999 vid 17 års ålder. Albumet innehöll betydande bidrag från Hot Boys, sålde platina och debuterade som nummer tre på Billboards album-lista. Albumet gav honom en nominering för "Best New Artist" av tidningen The Source 1999 och blev även en topp 10-hit. Huvudsingeln var Tha Block Is Hot. 
Samma år medverkade Lil Wayne på singeln Bling Bling med B.G., Juvenile och Big Tymers. Hans vers fanns med på radioversionen och på album versionen, endast hans hook fanns med på singeln.

### 2000–2003:Lights Outoch500 Degreez
Hans uppföljare, 2000-albumet Lights Out, misslyckades med att uppnå samma framgångar som hans debutalbum, men certifierades som guld av RIAA. Kritiker pekade på bristen av samstämmiga berättelser i sina verser som bevis för att han mognadsmässigt ännu inte var på samma nivå som sina kollegor från Hot Boys. Huvudsingeln var Get Off the Corner som uppmärksammades för sin förbättring av textinnehåll och stil, och det gjordes även en musikvideo till låten. Den andra singeln, Shine, tillsammans med Hot Boys, fick mindre uppmärksamhet. Innan Lights Out släpptes var Lil Wayne med på singeln 1# Stunna, tillsammans med Big Tymers och Juvenile, som nådde plats 24 på Hot Rap Tracks-listan.
Lil Waynes tredje album, 500 Degreez, som släpptes 2002, följde samma linjer som hans två tidigare album, med bidrag från Hot Boys och Mannie Fresh. Trots att den certifierades guld, misslyckades även den med att matcha hans debutalbums framgångar. Titeln var en hänvisning till Hot Boys-medlemmen Juveniles album 400 Degreez. Huvudsingeln var Way of Life som, precis som albumet, misslyckades med att matcha hans tidigare singlars framgångar. Efter att 500 Degreez släppts, var han med på singeln Neva Get Enuf av 3LW.

### 2003–2005:Tha CarterochTha Carter II
Sommaren 2004 släpptes Waynes album Tha Carter, som kritiker ansåg vara en förbättring gällande hans rappande och textteman. På albumets omslagsbild sågs han för första gången i sina nu välkända dreadlocks. Tha Carter gav Wayne mycket uppmärksamhet, och sålde 878 000 exemplar i USA, medan singeln Go DJ blev en topp 5-hit på R&B/Hip-Hop-listan. Efter att Tha Carter släppts, var Wayne med på Destiny's Childs singel Soldier tillsammans med T.I. som nådde plats 3 på US Hot 100 och R&B-listan.
Tha Carter II, uppföljaren till Tha Carter, släpptes i december 2005, denna gång utan den tidigare Cash Money Records-producenten Mannie Fresh, som hade lämnat skivbolaget. Tha Carter II sålde mer än 238 000 exemplar under sin första vecka och debuterade som nummer 2 på Billboard 200-listan. Den såldes senare i 2 000 000 exemplar världen över. Huvudsingeln, Fireman, blev en stor hit i USA och nådde plats 32 på Billboard Hot 100. Andra singlar inkluderade Grown Man, Hustler Muzik och Shooter (med R&B-sångaren Robin Thicke). Lil Wayne var även med på en remix av Bobby Valentinos Tell Me som nådde plats 13 på USA:s R&B-lista. 
År 2005 blev Lil Wayne VD för Cash Money och samma år startade han Young Money Entertainment som ett imprint av Cash Money. Sent 2007 meddelade dock Lil Wayne att han avgått som VD för båda bolagen och har lämnat över ledningen av Young Money till Cortez Bryant.

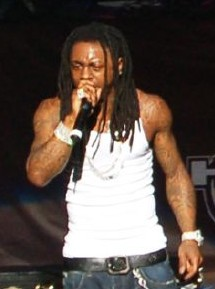
Lil Wayne uppträder vid Beacon Theatre, New York City, den 23 juli 2007

### 2006–2008:Like Father, Like Son, Mixtapes och samarbeten
År 2006 samarbetade Lil Wayne med rapparen Birdman och gjorde albumet Like Father, Like Son, vars första singel, Stuntin' Like My Daddy, nådde plats 21 på Billboard Hot 100.
Istället för ett nytt soloalbum, släppte Lil Wayne en stor mängd mixtapes och gästspel på en del pop- och hiphop-singlar. Av hans många mixtapes fick Dedication 2 och Da Drought 3 mest uppmärksamhet i media. Dedication 2, som släpptes 2006, parade ihop Lil Wayne med DJ Drama och innehöll den hyllade och socialt medvetna låten Georgia Bush, i vilken Lil Wayne kritiserar den tidigare USA-presidenten George W. Bushs svar, på effekterna av Orkanen Katrina som drabbade New Orleans. 
Da Drought 3 släpptes följande år och var tillgänglig för gratis nedladdning. Den innehöll Lil Wayne rappandes över en mängd beats från nya hits av andra musiker. Ett flertal tidningar såsom XXL och Vibe omfattade mixtapet. Christian Hoard från Rolling Stone ansåg Da Drought 3 och The Drought Is Over 2 vara två av de bästa albumen under 2007.
Trots att han inte släppt ett album på två år, var Lil Wayne med på ett flertal singlar, inklusive Gimme That av Chris Brown, Make It Rain av Fat Joe, You av Lloyd, We Takin' Over av DJ Khaled (tillsammans med Akon, T.I., Rick Ross, Fat Joe och Birdman), Duffle Bag Boy av Playaz Circle, Sweetest Girl (Dollar Bill) av Wyclef Jean (med Akon) och remixen till I'm So Hood DJ Khaled (tillsammans med T-Pain, Young Jeezy, Ludacris, Busta Rhymes, Big Boi, Fat Joe, Birdman och Rick Ross). Alla dessa singlar placerade sig bättre än plats 20 på Billboard Hot 100, Hot Rap Tracks och Hot R&B/Hip-Hop Songs. 
På Birdmans 2007-album 5 * Stunna är Lil Wayne med på singlarna 100 Million och I Run This bland flera andra spår. Wayne var även med på låtar från albumen Getback av Little Brother, American Gangster av Jay-Z, Graduation av Kanye West och Insomniac av Enrique Iglesias. Make it Rain, en låt producerad av Scott Storch som nådde plats 13 på Hot 100 och plats två på Hot Rap Tracks-listan, nominerades till en Grammy för "Best Rap Performance by a Duo or Group" 2008.
Tidningen Vibe gjorde en lista över Lil Waynes 77 låtar under 2007 och rankade hans vers i DJ Khaleds We Takin Over som hans bästa 2007, med Dough Is What I Got (en freestyle över beatet från Jay-Z:s Show Me What You Got) på andra plats.
I slutet av 2007 blev Lil Wayne vald som MTV:s "Hottest MC in the Game", The New Yorker rankade honom som "Rapper of the Year" och GQ gav honom titeln "Workaholic of the Year". År 2008 blev han vald som "Best MC" av Rolling Stone.

### 2008–2010:Tha Carter III,We Are Young MoneyochRebirth
Tha Carter III, som ursprungligen var planerad att släppas under 2007, blev försenad efter att majoriteten av låtarna läckte ut och släpptes på mixtapes, såsom The Drought Is Over Pt. 2 och The Drought Is Over Pt. 4. Lil Wayne valde från början att använda de läckta låtarna, plus fyra nya låtar, till att göra ett separat album, kallat The Leak. The Leak skulle släppas den 18 december 2007, och det riktiga albumet försenades till 18 mars 2008. The Leak släpptes aldrig i det formatet, men en officiell EP kallad The Leak, innehållandes fem låtar släpptes digitalt den 25 december 2007. Tha Carter III släpptes den 10 juni 2008 och sålde mer än en miljon exemplar första veckan, den första att göra det sedan 50 Cent The Massacre 2005.
Den första singeln, Lollipop, med Static Major blev hans mest kommersiellt framgångsrika låt vid tidpunkten och toppade Billboard Hot 100, vilket gjorde den till Lil Waynes första topp 10-singel som soloartist, såväl som hans första nummer 1-låt på listan. Hans tredje singel från Tha Carter III, Got Money med T-Pain, nådde plats 13 på Billboard 100. Tha Carter III vann även fyra Grammy Awards, bland annat för bästa rap-album och bästa rap-låt, som han vann med Lollipop. 
Utöver sina album-singlar, medverkade Lil Wayne på R&B-singeln Girls Around the World av Lloyd, Love In This Club, Part II av Usher, Official Girl av Cassie, I'm So Paid av Akon, Turnin' Me On av Keri Hilson och Can't Believe It av T-Pain; rap-singlarna My Life av The Game, Shawty Say av David Banner, Swagga Like Us av T.I., Cutty Buddy av Mike Jones, All My Life (In the Ghetto) av Jay Rock och remixen av Certified av Glasses Malone; och pop-singlarna Let It Rock av nya Cash Money-artisten Kevin Rudolf. Den 14 juli certifierades Tha Carter III dubbelplatina av Recording Industry Association of America. I en intervju med MTV i oktober 2008 berättade Lil Wayne om sina planer på att återutge albumet med enbart nya låtar, inklusive en duet med Ludacris och remixar på A Milli.

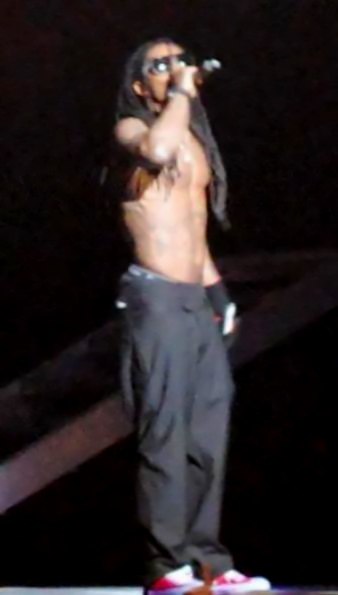
Lil Wayne uppträder vid General Motors Place i Vancouver i januari 2009.

Uppställningen till New Orleans Voodoo Experience-festival 2008, som hölls i oktober, innehöll Lil Wayne. Jonathan Cohen från tidningen Billboard skrev att händelsen skulle markera hans karriärs största uppträdande i sin hemstad. Lil Wayne sade att han skulle återförenas med Hot Boys, tillsammans med Juvenile, Turk, och B.G. De planerade att släppa ett album efter att B.G.:s soloalbum Too Hood 2 Be Hollywood var klart. Wayne uppträdde även på 2008 års Virgin Mobile Festival med Kanye West, där han framförde remixen av Lollipop med West och mimade till Whitney Houstons I Will Always Love You.
Lil Wayne uppträdde även på 2008 års MTV Video Music Awards med Kid Rock (All Summer Long), Leona Lewis (DontGetIt) och T-Pain (Got Money). På säsongspremiären av Saturday Night Live framförde han Lollipop och Got Money. Han uppträdde på 2008 års BET Hip Hop Awards, där han även var nominerad för 12 priser. Han vann "MVP"-titeln och sju andra priser. Den 11 november 2008 blev Wayne den första hiphop-artisten någonsin att uppträda på Country Music Association Awards. Han spelade tillsammans med Kid Rock och låten All Summer Long, där Wayne inte rappade, utan istället spelade gitarr tillsammans med gitarristen i Kid Rocks band. Kort därefter nominerades Wayne till åtta Grammy Awards - flest av alla nominerade artister det året. Wayne utsågs sedan till den allra första MTV Man of the Year vid slutet av 2008. Han vann Grammy Award for Best Rap Solo Performance för A Milli, Best Rap Performance by a Duo or Group för sitt medverkande i T.I.:s singel Swagga Like Us och Best Rap Song för Lollipop. Tha Carter III vann priset för Best Rap Album. MTV News listade Lil Wayne på plats två på listan "Hottest MC:s In The Game" 2009.
Den 23 december 2009 släppte Wayne ett samarbetsalbum med Young Money, där den första singeln bekräftades vara Every Girl. Den andra singeln, BedRock, innehöll Lloyd Banks och den tredje singeln blev Roger That. Den 24 maj 2010 certifierades albumet guld RIAA med över 500 000 enheter sålda.
Wayne medverkar på låten Revolver tillsammans med Madonna på  samlingsalbumet Celebration från 2009. Han medverkade även på en Weezer-låt, Can't Stop Partying, på deras album Raditude (2009).
I slutet på 2008 sa Wayne att han skulle släppa om Tha Carter III med överblivna spår och kalla den Rebirth. Ett flertal månader senare meddelade han dock att Rebirth istället skulle släppas som hans första rockalbum. För att promota släppet av Rebirth och albumet tillsammans med Young Money Entertainment, headlineade Wayne "Young Money Presents: Americas Most Wanted Music Festival", en nordamerikansk turné som började den 29 juli 2009. Rebirth-albumet var från början planerat att släppas den 7 april 2009, men efter ett flertal förseningar släpptes albumet den 2 februari 2010. I och med de stora förväntningarna på Rebirth, prydde Wayne omslaget till tidningen Rolling Stone.
Prom Queen, den första officiella singeln, släpptes den 27 januari 2009 – omedelbart efter live-sändning på Ustream av hans konsert i San Diego. Prom Queen nådde plats 15 på Billboard Hot 100-listan. Den 3 december 2009 släpptes Lil Waynes andra singel, On Fire, på iTunes. On Fire producerades av Cool & Dre.

### 2010–:I Am Not a Human BeingochTha Carter IV
Lil Wayne tänkte släppa en EP betitlad I Am Not a Human Being, men det bekräftades senare att det skulle bli ett fullängdsalbum. Albumet släpptes den 27 september 2010, på hans födelsedag. Albumet har sålt över 953 000 exemplar  i USA och den framgångsrika singeln Right Above It nådde plats 6 på Billboard Hot 100.

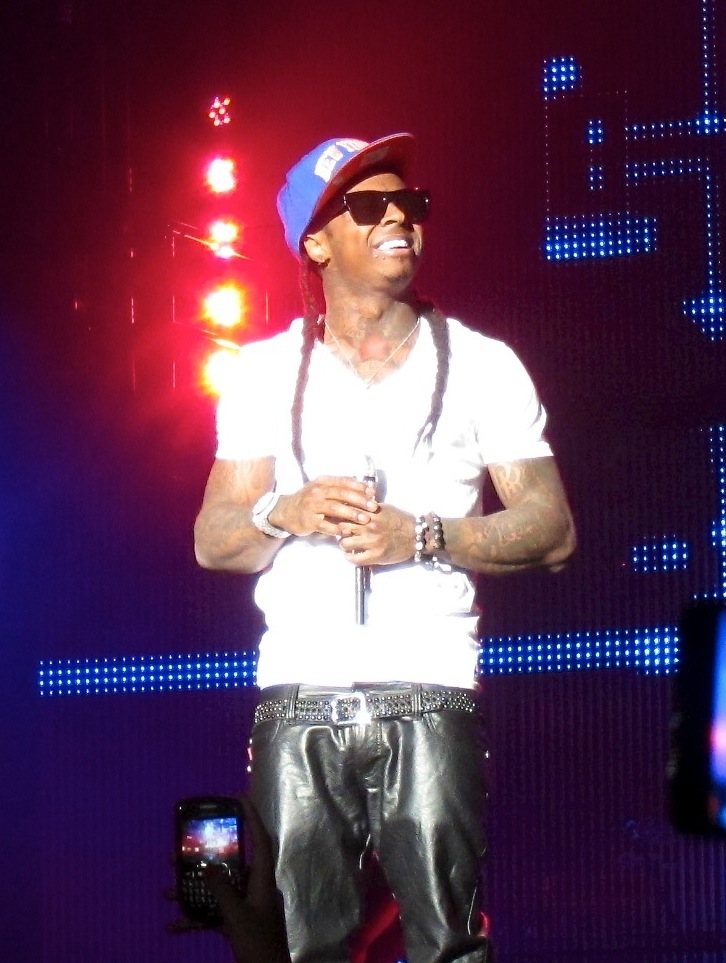
Lil Wayne, 2011

I en intervju med MTV nämnde Wayne att han möjligtvis skulle släppa Tha Carter IV. Efter att Tha Carter III lyckats sälja över 3 miljoner enheter och bli 2008 års bäst säljande album, skrev Wayne ett nytt kontrakt med Cash Money Records. Wayne sade att Tha Carter IV skulle släppas 2009 precis innan jul. Birdman hade tidigare sagt att Tha Carter IV skulle förpackas med Rebirth som ett dubbelalbum. Wayne förnekade dock ryktet och sade att "Tha Carter IV förtjänar Tha Carter IV". Han fortsatte med att säga We Are Young Money kanske skulle förpackas med Rebirth. Det bekräftades dock senare Rebirth och We Are Young Money skulle släppas separat och att Tha Carter IV skulle släppas under 2011. Han började om från början med Tha Carter IV efter att han släpptes ut från fängelset. Han spelade in sin första låt efter att han blivit frisläppt och den beskrevs som "en 2010 års version av A Milli på steroider." Den första singeln, 6 Foot 7 Foot, med Cory Gunz släpptes den 15 december 2010. Den gjordes tillgänglig som digital nedladdning på iTunes den 16 december 2010. Låten är producerad av Bangladesh, som också producerade Lil Waynes singel A Milli, 2008.
Den 8 mars 2011 släppte Wayne en annan låt, We Back Soon. Låten producerades av den Grammy-vinnande producenten StreetRunner, men Wayne meddelade att låten inte skulle medverka på Tha Carter IV. Han släppte även den andra singeln till Tha Carter IV, John, den 24 mars 2011. Rick Ross medverkar på låten och den producerades av Polow da Don. Den 20 april 2011 släpptes det officiella omslaget till Tha Carter IV. Tha Carter IV var tänkt att släppas den 16 maj 2011, men albumets exekutiva producent, Mack Maine, bekräftade att albumet skulle släppas den 21 juni 2011 istället, för att de behövde mer tid till att göra albumet perfekt. Den 26 maj släpptes den tredje singeln How to Love. Tha Carter IV sköts även fram ännu en gång, till den 29 augusti 2011.
I väntan på Tha Carter IV släppte Wayne ett mixtape med namnet Sorry 4 the Wait. Han döpte mixtapet så som en ursäkt till sina fans för förseningarna av albumet. Den består av 12 låtar, där beaten kommer från andra artisters låtar, som på hans No Ceilings-mixtape.
I juli 2011, bekräftade Lil Wayne att Tha Carter IV var klar.
Tha Carter IV debuterade som nummer 1 på Billboard 200 med 964 000 exemplar sålda under första veckan, vilket gjorde det till hans tredje album att toppa Billboard-listan. Den 8 januari 2012 listades han som den sjunde bästsäljande artisten någonsin av digital musik, med 36 788 000 sålda album vid slutet av 2011.

### Framtida projekt
Lil Wayne har utannonserat flera möjliga kommande projekt, inklusive ett samarbetsalbum betitlat I Can't Feel My Face med rapparen Juelz Santana som har varit under produktion under flera år. Han arbetade även med Tionne "T-Boz" Watkinsalbum Still Cool sent 2011. Han diskuterade ett möjlighet R&B-album Luv Sawngz, där han kommer använda sig av en vocoder. Han pratade även med sångaren Lloyd om att göra ett samarbetsalbum i framtiden. Den 19 juni 2008 bildade Lil Wayne och T-Pain en duo med namnet T-Wayne och planerade att släppa ett album. Enligt en intervju med Drake i 2011 års decemberupplaga av tidningen XXL har planerna för ett kommande album med Lil Wayne skrotas för nu, på grund av Jay-Z och Kanye Wests samarbete Watch the Throne. Lil Wayne och Birdman kommer släppa en uppföljare till deras album Like Father, Like Son. Det avslöjades av Mack Maine att Lil Wayne och Juelz Santana har gått tillbaka till att jobba med deras samarbetsalbum I Can't Feel My Face, som blivit försenad några år på grund av "skivbolagspolitik".
I oktober 2011 rapporterades det att Lil Wayne jobbade på uppföljare till I Am Not a Human Being och Rebirth. Ett par månader senare berättade Birdman att I Am Not A Human Being 2 kommer att släppas innan sommaren 2012 och att han och Lil Wayne är klara med inspelningen av Like Father, Like Son 2.
Den 29 mars 2011, i en intervju med Hot 97s Angie Martinez, avslöjade Lil Wayne att han skulle gå i pension vid 35 års ålder, med motiveringen "Jag har fyra barn" och att "jag skulle känna mig självisk om jag fortfarande gick till studion när det är en så viktig del i deras liv."

## Andra satsningar

### TV- och filmkarriär
Lil Wayne bjöds in som gästdebattör mot Skip Bayless under "1st & 10"-segmentet av ESPN First Take, den 6 januari 2009. Den 10 februari 2010 medverkade han även i ESPN:s Around the Horn och slog ut veteran-sportkrönikörerna Woody Paige, Jay Mariotti samt New Orleans-reportern Michael Smith och vann det avsnittet av serien. Innan 2009 års Grammy Awards intervjuades Wayne av Katie Couric. Den 7 februari 2009 presenterade han The Top Ten List på CBS Late Show with David Letterman. Han medverkade sedan på The View, den 24 april 2009, där han pratade om sitt General Educational Development Test och sina beroenden. I september 2009 profilerades han i ett avsnitt av VH1:s Behind the Music samt var presentatör på 2009 års MTV Movie Awards.
Filmmässigt producerade och komponerade Wayne musik till och medverkade även i direkt till video-filmen Hurricane Season. En dokumentär om Lil Wayne betitlad Tha Carter släpptes under Sundance Film Festival.

## Filantropi
Den 19 februari 2008 besökte Lil Wayne och Cortez Bryant sin gymnasieskola McMain Secondary School för att få studenter att designa en inbjudan till en gala som presenterade Lil Waynes ideella stiftelse One Family Foundation. Webbplatsen Change.org skriver att "One Family Foundations uppdrag är att stärka ungdomar genom att ge dem möjligheter att odla sina talanger och färdigheter, utbilda dem att bli produktiva och ekonomiskt självförsörjande, samt motivera dem att drömma bortom sina förutsättningar."

## Privatliv

### Sport- och musikintressen
I en intervju med tidningen Blender avslöjade Lil Wayne att ett av hans favoritband från hans barndom var rockgruppen Nirvana och nämner dem som en stor influens i hans musik.
Den 24 december 2008 publicerade Lil Wayne sin första blogg i ESPN The Magazine. Wayne avslöjade att han var ett stort fan av tennis, Green Bay Packers, Boston Bruins, Los Angeles Lakers och Boston Red Sox. För att hylla att Packers tog sig till Super Bowl XLV gjorde han en remix av Wiz Khalifas hit-låt Black and Yellow (som var Pittsburgh Steelers, Packers motståndares, färger) betitlad Green and Yellow. Wayne har fortsatt att skriva för ESPN och rapporterade från ESPN:s Super Bowl-fest.
Lil Wayne gjorde sin debut på ESPN:s dagliga program Around the Horn den 10 februari 2009.
Vid E3-mässan 2011 medverkade Lil Wayne i trailern till FIFA 12, tillsammans med Young Money-medlemmen Drake.

### Religion och högre utbildning
Lil Wayne är kristen och läser bibeln regelbundet. Under ett uppträdande i Newark Symphony Hall bekände Lil Wayne sin tro "på Gud och hans son, Jesus." Även under sin 2011-turné i Australien med Eminem bekände han sin tro på Gud.
Efter att ha gjort ett GED-test (motsvarande högskoleprovet) skrev Wayne in sig på University of Houston i januari 2005, men hoppade av senare samma år på grund av andra åtaganden. På talkshowen The View uppgav han att han bytt till University of Phoenix där han läste psykologi som huvudämne, via online-kurser. Enligt tidningen Urb fick Wayne höga betyg i Houston.

## Rättsliga frågor

### Arresteringar och fängselse
Den 22 juli 2007 arresterades Lil Wayne i New York City efter att ha uppträtt på Beacon Theatre. New York City Police Department omhändertog Lil Wayne och en annan man efter att ha rökt marijuana vid en turnébuss. Efter häktningen hittade polisen en .40-kalibrig pistol. Vapnet, som stod skrivet i hans managers namn, hittades i en väska nära rapparen. Han åtalades för olaga vapeninnehav och innehav av marijuana. Den 22 oktober 2009 erkände sig Lil Wayne skyldig till olaga vapeninnehav. Han skulle ursprungligen få sin dom i februari 2010 och förväntades få ett års fängelse, men den 9 februari 2010 meddelade Lil Waynes advokat att fängelsedomen skjutits upp till 2 mars på grund av en tandoperation, som ägde rum den 16 februari. Operationen omfattade åtta rotfyllningar, utbyte av flera tandimplantat, tillägg av ett par nya implantat och behandling av det som återstod av hans riktiga tänder. Den 2 mars 2010 sköts domen upp igen till följd av en brand i källaren på tingshuset. Den 8 mars 2010 dömdes slutligen Lil Wayne till ett års fängelse, som han avtjänade på Rikers Island. Hans advokat sade att rapparen skulle hållas i skyddsförvar, av säkerhetsskäl. I maj 2010 upptäckte personalen på Rikers Island att han hade otillåtna ägodelar i sin cell i form av hörlurar och en laddare till en MP3-spelare. Innan han började sitt straff hade han sagt att han tänkte ha en ipod med i fängelset. I april 2010 skapade Lil Waynes vänner en webbplats vid namn Weezy Thanx You, som publicerar brev skrivna av Wayne i fängelset. I det första brevet, betitlad Gone 'til November, beskriver rapparen sina dagliga rutiner, och nämner att han tränar mycket och läser bibeln varje dag.
Efter ett uppträdande på Qwest Arena i Boise, Idaho, arresterades Lil Wayne den 5 oktober 2007 då myndigheterna i Georgia anklagade honom för att vara i besittning av en kontrollerad substans. Incidenten beskrevs senare som en förväxling och tog tillbaka anklagelserna.
Den 23 januari 2008 arresterades Lil Wayne tillsammans med två andra då hans turnébuss blev stoppad av en hundpatrull från gränspolisen nära Yuma, Arizona. I bussen fann man 105 gram marijuana, nästan 29 gram kokain, 41 gram ecstasy och 22 000 dollar i kontanter. Han åtalades för grovt narkotikabrott och olaga vapeninnehav, men tilläts att resa utanför staten, efter att han betalat borgen på 10 185 dollar. Den 6 maj 2008 återvände Wayne till Arizona och nekade till anklagelserna. En häktningsorder utfärdades den 17 mars 2010 när Lil Wayne inte dök upp till rättegången, men vid den tidpunkten satt han i fängelse på Rikers Island och avtjänade fängelsestraffet för vapenbrott. Den 22 juni 2010 erkände Wayne sig skyldig till anklagelserna och den 30 juni 2010 dömdes han till tre års skyddstillsyn.
Den 18 december 2009 stoppades Wayne och elva andra vid gränsbevakningens kontrollpunkt i Falfurrias, Texas, efter att en okänd mängd marijuana hittades i två av hans turnébussar.
Lil Wayne arresterades åter i december 2019 efter att polisen fått in tips om att det skulle finnas vapen och marijuana ombord på hans privata jetflygplan. Efter  genomsöktning hittades flera olika sorters narkotika samt en pistol som inte var registrerad på Wayne. Lil Wayne riskerade ett fängelsestraff på tio år för olaga innehav av vapen och narkotika, men benådades av den amerikanska presidenten Donald Trump den 19 januari 2021 och fick därför inget straff.

### Stämningar
Abkco Music Inc lämnade den 24 juli 2008 in en stämningsansökan mot Lil Wayne för upphovsrätts- och varumärkesintrång, med specifik hänvisning till Tha Carter III-låten Playing with Fire. I Abkcos ansökan hävdar de att låten uppenbarligen är tagen från The Rolling Stones Play with Fire, som Abkco äger rättigheterna till. Kort därefter togs låten bort från Tha Carter III på alla skivbutiker online och ersattes med den David Banner-producerade låten Pussy Monster.
I februari 2009 stämde produktionsbolaget RMF Productions Wayne på 1,3 miljoner dollar, efter att de betalat 100 000 dollar i förskott för tre shower, som alla ställdes in av rapparen.

## Diskografi

### Studioalbum
- 1999: Tha Block Is Hot
- 2000: Lights Out
- 2002: 500 Degreez
- 2004: Tha Carter
- 2005: Tha Carter II
- 2008: Tha Carter III
- 2010: Rebirth
- 2010: I Am Not a Human Being
- 2011: Tha Carter IV
- 2013: I Am Not A Human Being 2
- 2015: FWA
- 2018: Tha Carter V
- 2019: Welcome To The Concrete Jungle
- 2020: Funeral
- 2020: No Ceilings
- 2021: Trust Fund Babies (med Rich The Kid)
- 2022: Sorry 4 The Wait
- 2025: Tha Carter VI (kommande album)

## Filmografi
| Film       | Film                              | Film           | Film                                                                      |
| År         | Film                              | Roll           | Anteckningar                                                              |
| ---------- | --------------------------------- | -------------- | ------------------------------------------------------------------------- |
| 2000       | Baller Blockin''                  | Iceberg Shorty | Huvudroll                                                                 |
| 2007       | Who's Your Caddy?                 | Himself        | Liten roll                                                                |
| 2009       | Tha Carter                        | Himself        | Dokumentär, huvudroll                                                     |
| 2010       | Hurricane Season                  | Lamont Johnson | Liten roll                                                                |
| Television |                                   |                |                                                                           |
| År         | Titel                             | Roll           | Anteckningar                                                              |
| 2007       | Access Granted                    | Himself        |                                                                           |
| 2007       | The Boondocks                     |                |                                                                           |
| 2009       | Nike Zoom VI LeBron James "Chalk" | Himself        | Litet framträdande                                                        |
| 2009       | Gatorade                          | Himself        | Berättare                                                                 |
| 2009       | 1st and 10                        |                |                                                                           |
| 2009       | Around the Horn                   |                |                                                                           |
| 2009       | Behind the Music                  | Himself        |                                                                           |
| 2009       | All Access With Katie Couric      | Himself        |                                                                           |
| 2009       | The Mo'Nique Show                 | Himself        |                                                                           |
| 2010       | Freaknik: The Musical             | Trap Jesus     |                                                                           |
| 2010       | Saturday Night Live               | Himself        | Uppträdde tillsammans med Eminem ett medley av låtar, inklusive "No Love" |